# 287 př. n. l.

## Události
- Zákonem Lex Hortensia, vydaným v reakci na plebejskou secesi, se plebiscity staly závaznými pro všechny občany Římské říše.

## Narození
- Archimédés – starořecký matematik a fyzik.

## Hlavy států
- Seleukovská říše – Seleukos I. Níkátor (312 – 281 př. n. l.)
- Egypt – Ptolemaios I. Sótér (310 – 282 př. n. l.)
- Bosporská říše – Spartacus III. (304 – 284 př. n. l.)
- Pontus – Mithridates I. (302 – 266 př. n. l.)
- Bithýnie – Zipoetes I. (326 – 278 př. n. l.)
- Sparta – Areus I. (309 – 265 př. n. l.) a Archidámos IV. (305 – 275 př. n. l.)
- Athény – Xenophon (288 – 287 př. n. l.) » Diocles (287 – 286 př. n. l.)
- Makedonie – Pyrrhos (288 – 285 př. n. l.) a Lýsimachos (288 – 281 př. n. l.)
- Epirus – Pyrrhos (297 – 272 př. n. l.)
- Odryská Thrácie – Cotys II. (300 – 280 př. n. l.)
- Římská republika – konzulové M. Claudius Marcellus a C. Nautius Rutilus (287 př. n. l.)
- Syrakusy – Hicetas (289 – 280 př. n. l.)
- Numidie – Zelalsen (343 – 274 př. n. l.)